# 桂三太
桂 三太（かつら さんた）は落語家の名前。名前が同じ「柳家さん太」についても記述する。
- 桂三太 - 後∶八代目金原亭馬生
- 桂三太 - 後∶三代目桂枝三郎

## 柳家さん太
- 柳家さん太 - 現∶三遊亭遊雀
- 柳家さん太 - 現∶柳家燕弥